# Mampang Prapatan (Dżakarta Południowa)
Mampang Prapatan – dzielnica Dżakarty Południowej. Zamieszkuje ją 141 160 osób.

## Podział
W skład dzielnicy wchodzi pięć gmin (kelurahan):
- Kuningan Barat – kod pocztowy 12710
- Pela Mampang – kod pocztowy 12720
- Bangka – kod pocztowy 12730
- Tegal Parang – kod pocztowy 12790
- Mampang Prapatan – kod pocztowy 12790